# Mark Durkan

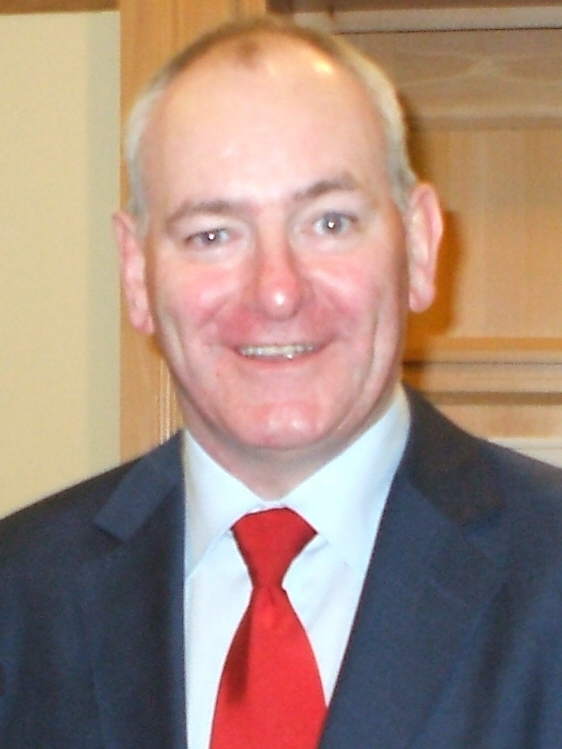
Mark Durkan (2011)

Mark Durkan (* 26. Juni 1960 in Derry, County Londonderry) ist ein nordirischer Politiker.
Sein Vater Brendan Durkan war Mitglied der Royal Ulster Constabulary. Durkan  studierte Politik an der Queen’s University Belfast (QUB). Ab 1984 arbeitete Durkan für John Hume als dessen Assistent in Westminster. In den 1980er Jahren wurde er zu einer Schlüsselfigur bei der Organisation von Nachwahlkampagnen für Seamus Mallon und Eddie McGrady. Er war Mitglied des SDLP-Teams bei den parteiübergreifenden Verhandlungen (den „Stormont-Gesprächen“), die im Juni 1996 in Belfast begannen und zum Karfreitags-Abkommen führten. Mark Durkan war von 2001 bis 2010 Vorsitzender der Social Democratic and Labour Party (SDLP). Er war von November 2001 bis Oktober 2002 Deputy First Minister of Northern Ireland, mit gleichen Rechten wie First Minister David Trimble. Am 15. Oktober 2002 wurde die Nordirland-Versammlung durch die britische Regierung aufgelöst und er seines Amtes enthoben. Von 2005 bis 2017 vertrat er den Wahlkreis Foyle im britischen House of Commons. Im März 2019 trat er der irischen Fine Gael bei, um bei den Wahlen zum Europäischen Parlament 2019 für den Wahlkreis Dublin anzutreten, konnte aber keinen Sitz erringen. Er hat sich inzwischen aus der Spitzenpolitik zurückgezogen, bleibt aber aktives Mitglied und Unterstützer der SDLP.

## Belege
1. ↑  Mark Durkans biografische Daten auf der Webseite der Northern Ireland Assembly (Memento vom 28. Juni 2009 im Internet Archive).
2. ↑  Fionnán Sheahan, Cormac McQuinn: ‘I’m making no pretence here’ - Fine Gael European elections candidate Mark Durkan unable to name four streets in Dublin. In: Irish Independent. 4. März 2019, abgerufen am 4. März 2019.

| Personendaten    | Personendaten                                    |
| ---------------- | ------------------------------------------------ |
| NAME             | Durkan, Mark                                     |
| KURZBESCHREIBUNG | stellvertretender Erster Minister von Nordirland |
| GEBURTSDATUM     | 26. Juni 1960                                    |
| GEBURTSORT       | Derry, Nordirland, Vereinigtes Königreich        |